# Jaime Llansó
Jaime Llansó fue un médico y botánico español nacido en Gerona (1806-1862)
Estudió en Barcelona, fue médico de Sanidad y prestó sus servicios en el ejército del Norte, tomando la licencia para establecerse en Figueras, donde fue también profesor de botánica y después de la Escuela Industrial de Barcelona.

## Obra
Colaboró en varias publicaciones y escribió:
- Memoria sobre el estado actual de la botánica y la agricultura (Figueras, 1842)
- Memoria relativa al proyecto de una asociación agrícola comercial para reestablecer el crédito de los vinos españoles en el mercado de América (1849)
- Catecismo de agricultura (Barcelona, 1850)
- Reflexiones acerca de los bancos agrícolas
- Males que causan a la agricultura y á las costumbres rurales los duros tratamientos contra los animales (Barcelona, 1856)